# Набігандж (упазіла)
Набіга́ндж (бенг. নবীগঞ্জ, англ. Nabiganj) — одна з 8 упазіл зіли Хабігандж регіону Сілхет Бангладеш, розташована на північному сході зіли.
Населення — 287 030 осіб (2008; 246 933 в 1991).

## Адміністративний поділ
До складу упазіли входять 13 вардів:
| Зіла                  | Площа, км² | Населення, осіб (2008) |
| --------------------- | ---------- | ---------------------- |
| Аусканді              | -          | 22596                  |
| Бауша                 | -          | 22578                  |
| Газнапур              | -          | 24554                  |
| Дебпара               | -          | 23021                  |
| Дігхалбак             | -          | 22651                  |
| Інатхгандж            | -          | 21757                  |
| Калаїр-Банга          | -          | 15894                  |
| Каргаон               | -          | 25916                  |
| Курші                 | -          | 21684                  |
| Набігандж             | -          | 35432                  |
| * Набігандж-Паурашава | -          | 19519                  |
| Паньюнда              | -          | 20236                  |
| Пасчім-Бара-Бхакхаїр  | -          | 15027                  |
| Пурба-Бара-Бакхаїр    | -          | 15684                  |